# Andropolia sansar
Andropolia sansar är en fjärilsart som beskrevs av John Kern Strecker 1898. Andropolia sansar ingår i släktet Andropolia och familjen nattflyn. Inga underarter finns listade i Catalogue of Life.